# Base Mérimée
La base Mérimée es una base de datos sobre el patrimonio monumental francés, creada en 1978 por la Dirección de Arquitectura y del Patrimonio del Ministerio de Cultura de Francia.
Su nombre se debe al inspector general de monumentos de Francia y escritor Prosper Mérimée y alberga el inventario del patrimonio cultural (Inventaire général du patrimoine culturel), religioso, agrícola, arquitectura militar e industrial, funerario  entre otros. Además, contiene toda información proveniente del servicio de los monumentos históricos de Francia. 